# Enrique Hernández
Enrique « Kiké » Hernández (né le 24 août 1991 à Toa Baja, Porto Rico) est un joueur de champ extérieur des Dodgers de Los Angeles de la Ligue majeure de baseball.

## Carrière

### Astros de Houston

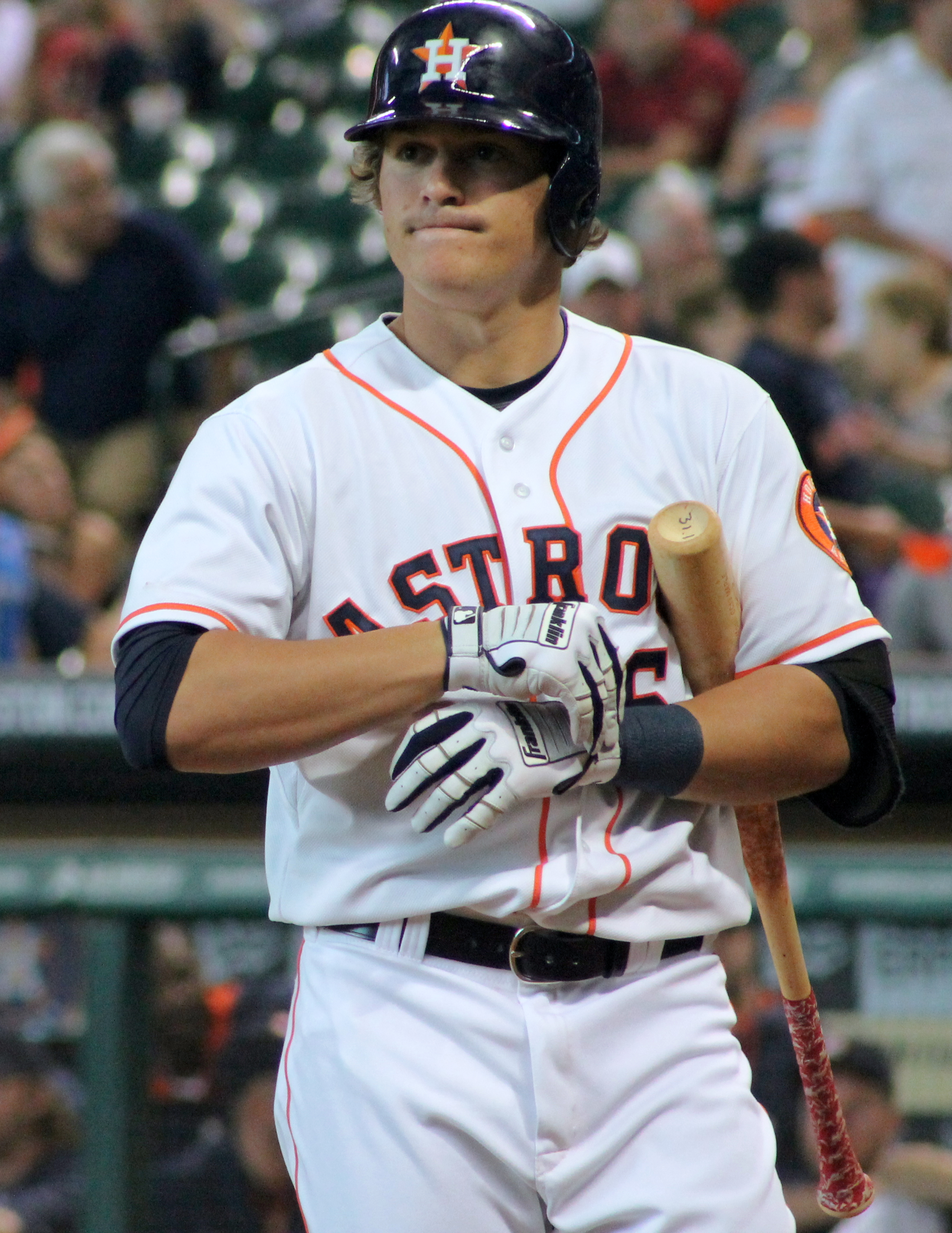
Hernández en juillet 2014 avec les Astros de Houston.

Enrique Hernández est repêché en 6e ronde par les Astros de Houston en 2009. Il joue surtout au deuxième but dans les ligues mineures mais peut aussi évoluer au champ extérieur ou à d'autres positions de l'avant-champ.
Il fait ses débuts dans le baseball majeur le 1er juillet 2014 avec les Astros. À ce premier match, il fait son entrée comme substitut au deuxième coussin en cours de rencontre et réussit deux coups sûrs en deux passages au bâton dont le premier, un double aux dépens du lanceur Dominic Leone des Mariners de Seattle, lui permet de récolter son premier point produit. Le lendemain, 2 juillet, toujours contre Seattle, Hernández enchaîne avec son premier coup de circuit dans les majeures, frappé aux dépens du lanceur Chris Young.
En 24 matchs joués pour Houston en 2014, il récolte 23 coups sûrs en 89 passages au bâton pour une moyenne de ,284 et un pourcentage de présence sur les buts de ,348. Il cogne un circuit et produit 8 points.

### Marlins de Miami
Le 31 juillet 2014, les Astros échangent Hernández, le lanceur partant droitier Jarred Cosart et le voltigeur Austin Wates aux Marlins de Miami pour le prometteur champ centre des ligues mineures Jake Marisnick, le joueur de troisième but Colin Moran et le lanceur droitier Francis Martes. 
Hernández joue la moitié de ses matchs comme voltigeur pour les Marlins. Il n'entre en jeu que dans 18 rencontres. Il termine sa saison 2014 avec trois circuits et une moyenne au bâton de ,248 en 42 matchs joués pour les Astros et les Marlins.

### Dodgers de Los Angeles
Le 10 décembre 2014, Enrique Hernández est échangé aux Dodgers de Los Angeles avec le lanceur de relève droitier Chris Hatcher, le receveur-deuxième but des ligues mineures Austin Barnes et le lanceur gaucher Andrew Heaney dans une transaction qui envoie à Miami le joueur de deuxième but Dee Gordon, le lanceur partant droitier Dan Haren et l'arrêt-court Miguel Rojas.

### Saison 2017
Le 19 octobre 2017, Enrique Hernández frappe 3 coups de circuit, incluant un grand chelem, et récolte 7 points produits dans la victoire de 11-1 sur les Cubs à Chicago qui permet aux Dodgers d'accéder à la Série mondiale 2017.